# Малый Кобелячек
Малый Кобелячек (укр. Малий Кобелячок) — село, Малокобелячковский сельский совет, Новосанжарский район, Полтавская область, Украина.
Код КОАТУУ — 5323483201. Население по переписи 2001 года составляло 1057 человек.
Является административным центром Малокобелячковского сельского совета, в который, кроме того, входят сёла Горобцы, Емцева Долина, Лахны и Олейники.

## Географическое положение
Село Малый Кобелячек находится у истоков реки Кобелячка, ниже по течению на расстоянии в 2 км расположено село Козубы.
Рядом проходит автомобильная дорога М-22 (E 577).

## Экономика
- ЧП «Маяк».
- ЧП «Наука-Агро-Маяк».

## Объекты социальной сферы
- Школа.